# Muzeum Górnośląskie w Bytomiu
Muzeum Górnośląskie w Bytomiu – muzeum będące samorządową instytucją kultury województwa śląskiego.
W muzeum funkcjonuje siedem działów merytorycznych: Archeologii, Etnografii, Historii, Przyrody i Sztuki oraz działy pomocnicze: Promocji, Edukacji, Wydawniczy i Administracyjny. Muzeum posiada także specjalistyczną bibliotekę, w której zgromadzono ponad 50.000 woluminów. Muzeum zajmuje obecnie dwa budynki: wzniesiony w latach 1929–1930 dwuskrzydłowy gmach główny, mieszczący sale wystaw, magazyny, pracownie i biura oraz budynek (wraz z oficyną) byłego starostwa powiatu bytomskiego (gmach przy ul. W. Korfantego 34), pochodzący z lat 1899–1902 o interesującej eklektycznej architekturze.
W 2017 Muzeum Górnośląskie otrzymało dar od Gminy Wyznaniowej Żydowskiej w Katowicach, w postaci przedmiotów pochodzących z dawnego domu modlitwy bytomskich Żydów. W ramach tego daru znalazło się ponad 500 cennych ksiąg. Stanowi to trzeci co do wielkości zbiór hebrajskich ksiąg religijnych w Polsce.
Muzeum Górnośląskie to placówka muzealna o autonomicznym programie.

## Historia
Początki bytomskiego muzeum sięgają 1910, kiedy przez grupę miłośników dziejów Bytomia zostało założone Bytomskie Towarzystwo Historyczno-Muzealne (Beuthener Geschichts- und Museumsverein). Towarzystwo utworzyło wówczas lokalne muzeum w oparciu o depozyty z prywatnych kolekcji kupca Simona Machy i nauczyciela Kurta Bimlera (z Królewskiej Huty) oraz zbiór pamiątek miejskich i cechowych, a także archiwaliów przekazanych przez bytomski magistrat. Ranga tej lokalnej placówki stale wzrastała, co potwierdza fakt, że w 1922 znalazł w nim miejsce referent do spraw zabytków archeologicznych dla Prowincji Górnośląskiej. W 1928 r. muzeum zostało przejęte przez samorząd Bytomia. Współpraca z miłośnikami miasta i regionu, własna akcja kolekcjonerska i zakupy nierzadko cennych i pokaźnych zbiorów umożliwiły jego awans do statusu instytucji o charakterze regionalnym.
Siedziba placówki zmieniała się wielokrotnie, nim w latach 1929–1930 zbudowano nowy gmach muzeum według projektu A. Stütza i H. Hatlera. Z powodu światowego kryzysu ekonomicznego budynek zrealizowano tylko w połowie, druga część nigdy nie została wzniesiona. Parter i piwnice skrzydła wystawowego zajęły Miejska Kasa Oszczędności i Biblioteka Miejska. Rozmieszczone w kilku miejscach zbiory przeniesiono w 1931 do nowej siedziby, a oficjalne otwarcie Górnośląskiego Muzeum Krajowego (Oberschlesisches Landesmuseum) nastąpiło 24 października 1932.
W muzeum funkcjonowało pięć działów merytorycznych: Przyrody, Dziejów Pierwotnych i Prehistorii, Etnografii i Historii Miasta, Etnologii, Sztuki oraz Biblioteka Muzealna i archeologiczna pracownia konserwatorska. Ponadto swoją siedzibę miał tu okręgowy referat do spraw ochrony przyrody i filia Urzędu Ochrony Zabytków Archeologicznych. W salach wystawowych prezentowano liczne ekspozycje stałe poświęcone przyrodzie, pradziejom, kulturze ludowej i mieszczańskiej Górnego Śląska, historii Bytomia, rozwojowi przemysłu górnośląskiego i sztuce cechowej. W 1927 w Katowicach, będących stolicą polskiej części Górnego Śląska (województwo śląskie) rozpoczęto organizację pierwszej placówki muzealnej – Muzeum Śląskiego. Utworzone w 1929, na stałą siedzibę musiało czekać do 1939, kiedy to został wzniesiony jeden z najnowocześniejszych w Europie gmachów wystawienniczych. Wybuch wojny uniemożliwił zorganizowanie od lat przygotowywanych ekspozycji, a nowy gmach Niemcy wkrótce rozebrali.
W październiku 1939 całość zbiorów zlikwidowanego przez Niemców Muzeum Śląskiego w Katowicach została przewieziona do placówki bytomskiej i umieszczona w magazynach. W latach 1943–1944 najcenniejsze zbiory (również katowickie) ewakuowano do zachodniej części Górnego Śląska. W wyniku walk frontowych, działalności zarządu radzieckiego komisarza wojennego i szabrowników budynek uległ uszkodzeniu, a część zbiorów zniszczeniu i rozproszeniu. Prace zabezpieczające i akcja rewindykacyjna prowadzone od marca 1945 przez grupę przedwojennych pracowników Muzeum Śląskiego, pozwoliły na uratowanie i odzyskanie części kolekcji katowickich i bytomskich. Kolekcje te stały się podstawą do reaktywowania w Bytomiu placówki muzealnej, mającej kontynuować tradycje i program przedwojennego Muzeum Śląskiego. 10 maja 1946 w Muzeum Śląskim w Bytomiu zorganizowano pierwszą wystawę poświęconą powstaniom śląskim. Ekspozycje stałe: przyrodniczą, archeologiczną, etnograficzną i galerię malarstwa polskiego udostępniono zwiedzającym w 1946 i 1947 r. W latach 50. XX wieku dyrektorem muzeum był prof. Mieczysław Gładysz.
W 1950 placówka została upaństwowiona i przyjęła nazwę: Muzeum Górnośląskie w Bytomiu. Przez wiele lat odgrywała rolę muzeum okręgowego, centralnej instytucji górnośląskiego muzealnictwa. W latach 1992–1999 w wyniku umowy zawartej między Wojewodą Katowickim i Prezydentem Miasta Bytomia, muzeum funkcjonowało jako jednostka państwowo-samorządowa, a w 1999 zostało przejęte przez samorząd nowo utworzonego województwa śląskiego. Zbiory Muzeum Górnośląskiego to ok. milion eksponatów, a ich charakter ma bezpośredni wpływ na działalność placówki, która koncentruje się zarówno wokół problemów regionalnych, jak i ponadregionalnych.
W grudniu 2022 roku modernistyczny gmach Muzeum Górnośląskiego przy pl. Sobieskiego wpisano do rejestru zabytków nieruchomych województwa śląskiego (nr rej. A/1097/22).

## Dział Archeologii

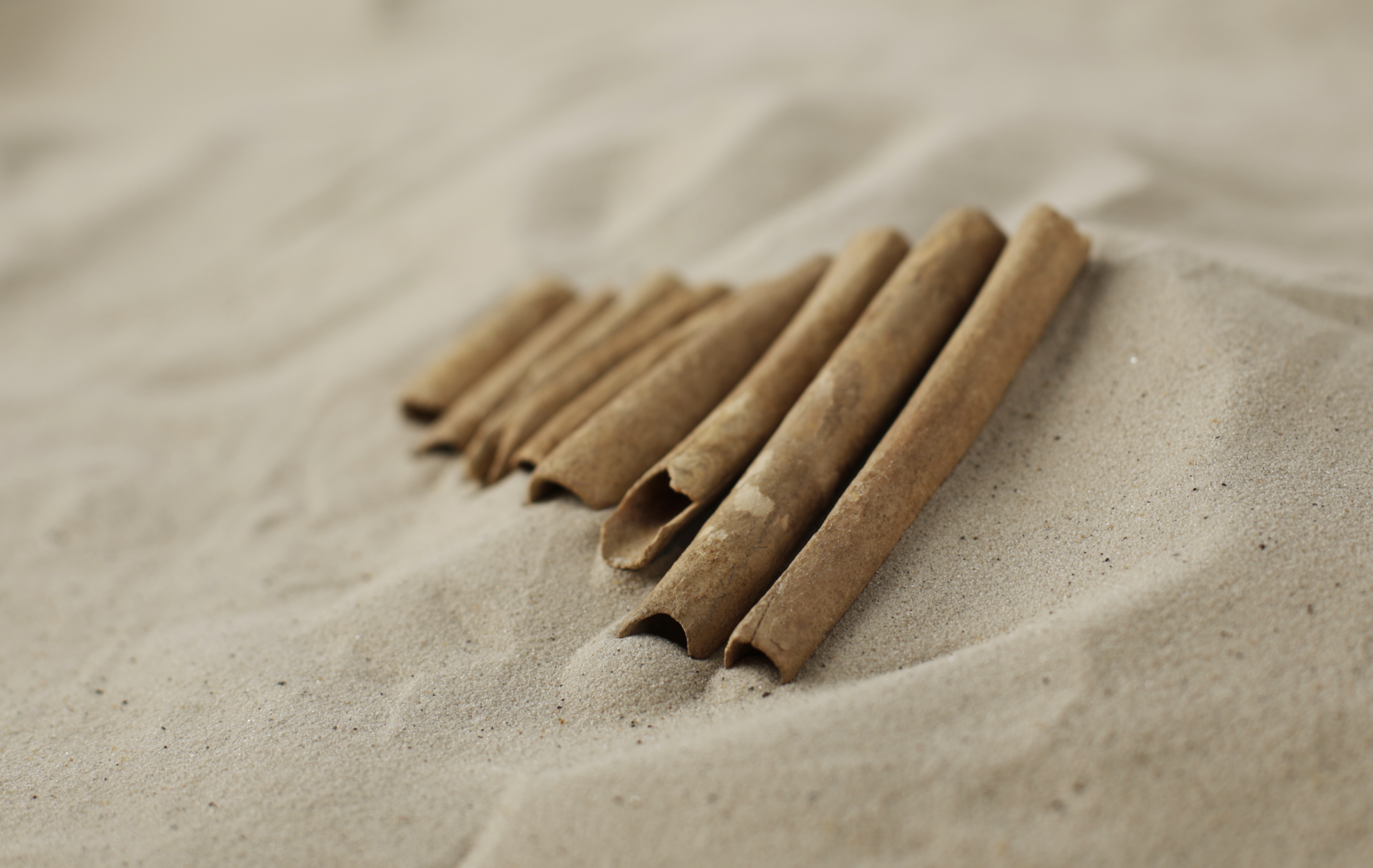
Najstarsza w Europie fletnia pana (multanki)

Dział posiada najbogatszy zbiór zabytków archeologicznych mówiących o przeszłości ziemi śląskiej w granicach obszarowych Górnego Śląska, a obejmujący okres od epoki kamienia po średniowiecze włącznie. Historia powstania działu i tworzenia się poważnego dziś zbioru zabytków sięga 1909. Jego rozwój przebiegał dwutorowo ze względu na sytuację polityczną. Z jednej strony w powstałej po stronie niemieckiej placówce muzealnej, a z drugiej w utworzonym po stronie polskiej dziale prahistorii Muzeum Śląskiego.
W 1922 bytomski dział archeologii zyskał rolę wiodącą w strukturze muzealnej, dzięki temu, iż przy Landesmuseum działał samodzielny referent do spraw ochrony zabytków archeologicznych na rejencję opolską. Placówka ta posiadała zdecydowanie lepsze warunki do gromadzenia zbiorów oraz etatową obsadę specjalistyczną.
W ramach działu prahistorii Muzeum Śląskiego rozpoczęto gromadzenie zabytków dopiero od 1928. Niestety, cała działalność aż do 1938 opierała się na ekspedycjach podejmowanych przez pracowników z innych ośrodków. Zbiory obu działów połączono w 1939 i od tego czasu są one stale wzbogacane wpływającymi na bieżąco materiałami z badań wykopaliskowych.
Zgromadzone zabytki pochodzą z różnych okresów pradziejowych od paleolitu po średniowiecze i renesans włącznie, a liczą około 293 000 pozycji inwentarzowych. Z epoki kamienia na uwagę zasługują zespoły zabytków krzemiennych z Blanowic, Dzierżna, Sośnicy i Zabrza-Biskupic. Najliczniej reprezentowana jest epoka brązu i okres halsztacki. Zbiory te pochodzą z systematycznych badań wykopaliskowych prowadzonych na osadach i cmentarzyskach ludności kultury łużyckiej takich jak: Kamieniec, Krzanowice, Będzin-Łagisza, Łabędy-Przyszówka, Ziemięcice, Tarnowskie Góry-Repecko i Chorula. Ze stanowisk tych w zbiorach działu znajduje się znaczna ilość ceramiki, narzędzi, ozdób takich jak zawieszki skroniowe, diademy, naszyjniki, nagolenniki, szpile i bransolety.
Zabytkiem są multanki – dęty instrument muzyczny uznawany za najstarszy tego typu obiekt na terenie Polski.
Do cenniejszych zbiorów z okresu wpływów rzymskich należą materiały z cmentarzyska w Choruli, Zakrzowie i Olsztynie. Osady w Warłowie, Choruli i Skoczowie-Międzyświeciu oraz cmentarzyska w Tychach-Cielmicach i Strzemieszycach dostarczyły ciekawych informacji na temat ludności zamieszkującej te tereny we wczesnym średniowieczu. Coraz lepiej udokumentowany jest okres późnego średniowiecza i renesansu, gdzie obserwujemy stały napływ materiałów pochodzących z badań zespołów miejskich zwłaszcza Bytomia. Na uwagę zasługuje zbiór gotyckich i renesansowych kafli.
Dział Archeologii:
- posiada jedyne na terenie województwa śląskiego archiwum stanowisk archeologicznych,
- gromadzi zabytki oraz ewidencjonuje i udostępnia opracowania naukowe materiałów gromadzonych w ramach ogólnokrajowej akcji Archeologicznego Zdjęcia Polski,
- posiada pracownie konserwacji zabytków archeologicznych prowadzącą żywą działalność i współpracę z innymi placówkami muzealnymi.

Pracownicy Działu Archeologii MGB działają w ramach Oddziału Górnośląskiego Stowarzyszenia Naukowego Archeologów Polskich.

## Dział Etnografii
Dział posiada trzecią największą na Śląsku kolekcję etnograficzną (po Muzeum Ziemi Śląskiej w Opawie i Muzeum Etnograficznym we Wrocławiu), na którą składają się zarówno eksponaty, jak i archiwalne fotografie dokumentujące obraz kultury ludowej: chłopskiej i robotniczej Górnego Śląska XIX i XX wieku.
Jej początków należy szukać przede wszystkim w przedwojennych zbiorach powołanego w 1927 Muzeum Śląskiego w Katowicach, z którego kolekcji etnograficznej po wojnie ocalało około 3000 eksponatów.
W 1945 r. nowo powołane muzeum bytomskie przejęło po niemieckim Landesmuseum 401 okazów etnograficznych, i wraz z katowickimi zbiorami zaczęto tworzyć jednolitą całość, opracowując program badawczy i kolekcjonerski. Objęto nim cały Górny Śląsk w jego historycznych granicach ukształtowanych przez uwarunkowania polityczne, społeczne i gospodarcze, sięgając także do rejestrowania inwentarza kulturowego pogranicza (np. małopolskiego), jak i ludności przybyłej po 1945 na ten teren ze wschodnich ziem II Rzeczypospolitej.
Wśród 20 000 muzealiów etnograficznych zgromadzonych w Muzeum Górnośląskim wyróżnia się kolekcja strojów ludowych wszystkich subregionów Górnego Śląska, a także tkanin, haftów, koronek wraz z cennym i unikatowym zbiorem srebrnych ozdób kobiecego stroju cieszyńskiego.
Na szczególną uwagę zasługuje również XIX-wieczna drewniana rzeźba sakralna, ze śląskimi wyobrażeniami Chrystusa Frasobliwego oraz malarstwo na płótnie, szkle, desce i papierze z ludowymi wyobrażeniami ikonograficznymi.
Odrębną część kolekcji etnograficznych stanowi plastyka obrzędowa, która poprzez takie rekwizyty jak np. szopki, gwiazdy, maski, stroje kolędnicze, kroszonki, wieńce dożynkowe dokumentuje miejscowe obrzędy i zwyczaje.
Tworząc zręby kolekcji etnograficznej wiele uwagi poświęcono gromadzeniu zabytków związanych z podstawowymi zajęciami ludności, a więc rolnictwu, hodowli, górnictwu itp., istniejącym tu rzemiosłom jak np. kowalstwu, plecionkarstwu, bednarstwu, szewstwu, kołodziejstwu, rymarstwu. Położenie szczególnego nacisku w latach pięćdziesiątych i sześćdziesiątych XX wieku na kolekcjonowanie zabytków kultury materialnej pozwoliło ocalić unikatowe wyroby i narzędzia rzemieślnicze, odtworzyć zanikające zawody np. garncarstwo (zakup warsztatu z Siewierza).
Obraz śląskiej kultury ludowej uzyskano także poprzez gromadzenie wyposażenia tradycyjnych wnętrz mieszkalnych Ślązaków, a więc mebli, drobnych sprzętów, wyrobów ceramicznych, metalowych, tkanin.
Odzwierciedleniem zasobów etnograficznych muzeum jest stała wystawa pt. Z życia ludu śląskiego w XIX i XX wieku, zajmująca 800 metrów kwadratowych powierzchni wystawienniczej. Zgodnie z zamysłem realizatorów, życie społeczności śląskiej zostało zaprezentowane poprzez wydarzenia rodzinne (wesele, narodziny, śmierć) połączone z wydarzeniami kalendarza dorocznych zwyczajów i prac gospodarskich. Starano się tym samym wskazać na istotne treści kulturowe tkwiące w tej ziemi. Wystawie towarzyszy przewodnik szeroko omawiający i wyjaśniający to, co prezentuje ekspozycja.
Na etnograficzne zasoby archiwalne składają się materiały z badań terenowych, ponad 12 000 negatywów fotograficznych, kartoteka twórców ludowych, nagrania magnetofonowe.

## Dział Historii
Dział posiada zróżnicowaną kolekcję zabytków, z których najstarsze pochodzą z XVI wieku. Swą objętością, a nade wszystko czasem powstania zwraca na siebie uwagę księga cechowa z Kluczborka, której najstarsze wpisy sięgają końca XVI w. i księga cechowa z wpisami z lat 1765–1799 głównie do cechu kowali z innego niezidentyfikowanego miasta, leżącego, jak się zdaje na ziemi rybnickiej. Pozostałe jednostki archiwalne to 157 rękopisów. Wszystkie trafiły do zbiorów muzealnych w 1987. Zakupione zostały z rąk prywatnych. Z pobieżnego przeglądu tego zespołu rękopisów można wnosić, że do wybuchu II wojny światowej wchodziły one w skład zbiorów archiwum miejskiego. Świadczą o tym przede wszystkim wystawcy i adresaci większości tych pism znajdujących się dziś w muzeum, a więc bytomska rada i miejscowy burmistrz.
Również wcale liczne karty z zeznaniami świadków w procesach prowadzonych na ratuszu i protokoły z posiedzeń ławy miejskiej nie pozostawiają wątpliwości, że są częścią składową ksiąg sądowych. Musiały więc być ze zrozumiałych względów zdeponowane w pomieszczeniach ratuszowych. Mamy bowiem prawo mniemać, że już od XIV w. (wtedy miasto uzyskało pełny samorząd z ławą i radą miejską) na ratuszu w rynku – którego średniowieczne fundamenty odkryto niedawno w trakcie prac archeologicznych – składano dokumentację działalności samorządu z ławą i rady miejskiej. Przemawia za tym również fakt, że przez następne stulecia zachowały się tu nawet dawne dokumenty pergaminowe dotyczące Bytomia. Część została napisana po łacinie i niemiecku, trochę więcej zostało zredagowanych po czesku, a przygniatająca większość po polsku. Brak dokumentów najstarszych, stąd Dział Historii zadbał m.in. o kserokopię odpisu dokumentu lokacyjnego Bytomia z 1254 r. i rejestru świętopietrza z dekanatu bytomskiego z XIV w. z Archiwum Watykańskiego.
Trzon zbioru stanowią jednak zabytki nowsze pochodzące z XIX w. oraz w większości z XX wieku. Istotną jego częścią jest zespół zabytków dotyczących powstań śląskich i plebiscytów z lat 1919–1921, tj.: duży zbiór zdjęć powstańczych (oddziały powstańcze, sprzęt, uzbrojenie, zdjęcia portretowe), mundury powstańcze oraz bogaty zespół sztandarów powstańczych, jak i kombatanckich (Związku Powstańców Śląskich i Związku Weteranów Powstań Śląskich) oraz sztandary Towarzystw Śpiewaczych (sztandar Towarzystwa Śpiewaczego „Jedność” w Bytomiu, sztandar Towarzystwa Śpiewu „Jedność” w Knurowie, sztandar Towarzystwa Śpiewu „Jutrzenka” w Pniakach-Bielszowicach, sztandar Towarzystwa „Ogniwo” w Katowicach).
Wśród muzealiów historycznych wyróżniają się zabytki ikonograficzne i kartograficzne z XVIII, XIX i XX wieku. Są to: grafiki, mapy, plany, zdjęcia fotograficzne i pocztówki, dotyczące zarówno całego Śląska, jak i samego Bytomia. Wśród zdjęć znajdują się fotografie starego Bytomia, pochodzące ze zbioru bytomskiego kolekcjonera Simona Machy oraz zdjęcia, których autorem jest znany fotografik Max Steckel. Najstarsze z nich pochodzą z II połowy XIX w. i pokazują miasto w okresie dynamicznego rozwoju, gdy wyrastać zaczęło na wielką metropolię liczącą u progu XX w. ok. 100 tys. mieszkańców. Tę znakomitą kolekcję uzupełniają nieco „młodsze” pocztówki, których zbiór jest stale uzupełniany.
Spośród licznych planów miasta na uwagę zasługują nie tylko te najstarsze, lecz z racji swej większej dokładności także i te z końca XIX w. i pierwszej połowy XX w., pozwalające z dużą dokładnością orzekać na temat zmian biegu ulic i stanu zabudowy miejskiej. W zbiorach Działu Historii znajduje się również dość liczny zespół polskich i zagranicznych medali oraz odznak i odznaczeń, wśród których część stanowią zabytki z zakresu falerystyki śląskiej – w tym powstańczej – oraz stale powiększający się zbiór polskich odznaczeń i odznak cywilnych i wojskowych z okresu międzywojennego, z czasów II wojny światowej oraz z lat powojennych. Na uwagę zasługuje także mały zespół mundurów górniczych i wojskowych.
Dział Historii dysponuje również kolekcją plakatu polskiego o tematyce społeczno-politycznej i kulturalnej oraz zabytkami dotyczącymi powojennych dziejów Bytomia w postaci druków, wydawnictw, dyplomów oraz sztandarów różnych instytucji działających na terenie miasta.

## Dział Przyrody

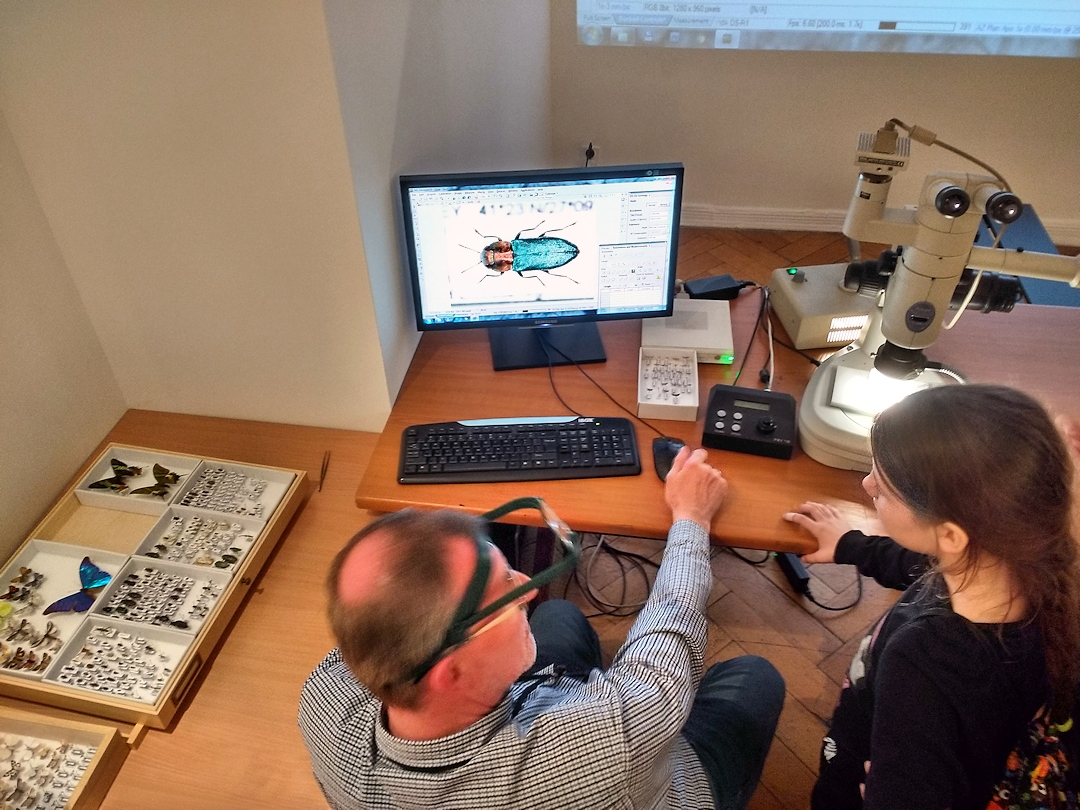
Prezentacja zbiorów entomologicznych przy pomocy mikroskopu cyfrowego w czasie Nocy Muzeów

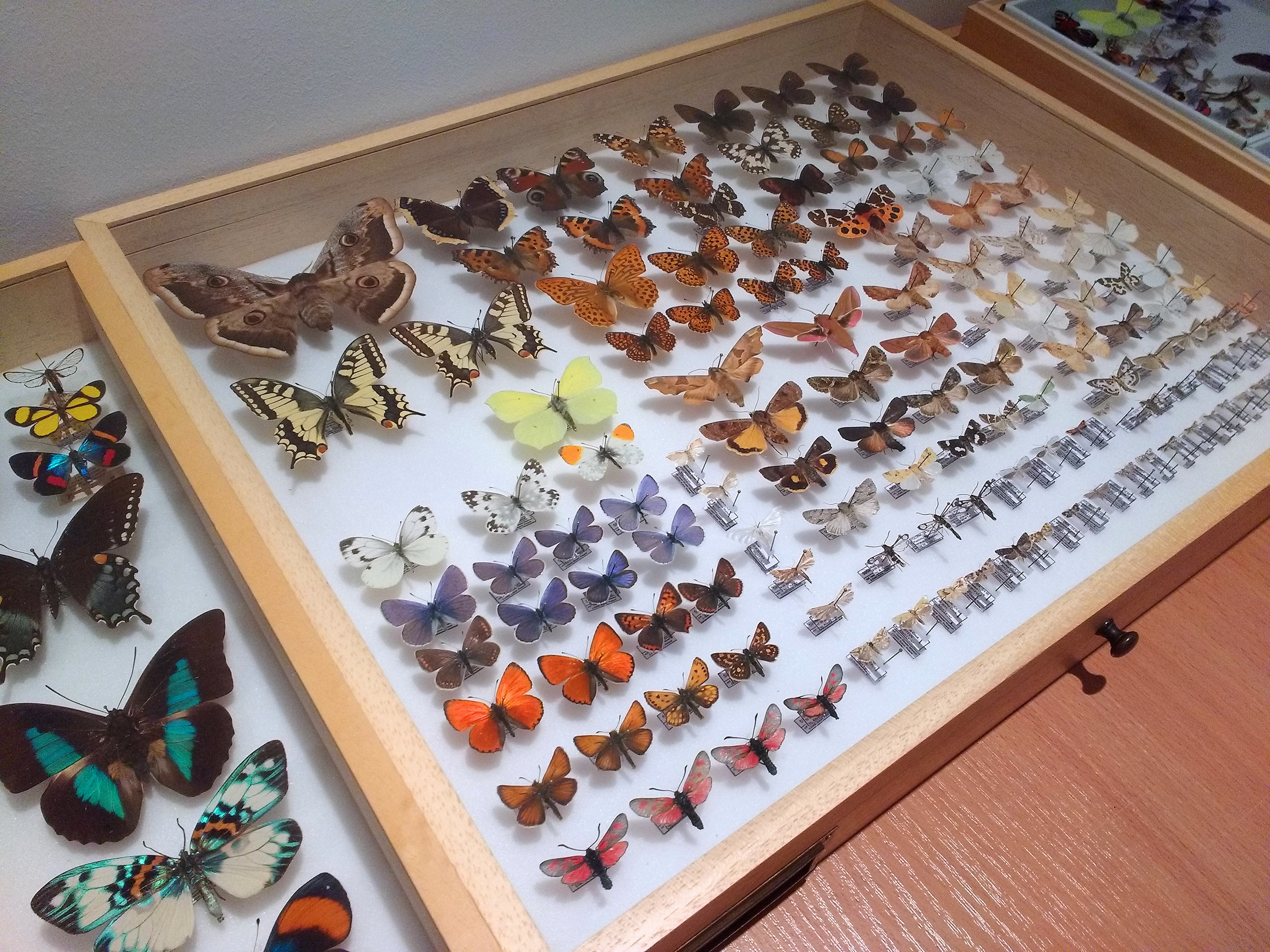
Szuflady do przechowywania zbiorów entomologicznych. Zbiory entomologiczne wyjęte z magazynu w czasie Nocy Muzeów

Dział posiada jedną z największych w Polsce kolekcji przyrodniczych. Składają się na nią zbiory pochodzące z funkcjonującego w latach 1928–1945 Działu Przyrody (Naturwissenschaftliche Abteilung) w bytomskim Oberschlesisches Landesmuseum (Górnośląskie Muzeum Krajowe) oraz z istniejącego w latach 1927–1939 Oddziału Przyrodniczego Muzeum Śląskiego w Katowicach. Kolekcje obydwu działów, połączone w Bytomiu pod koniec 1939, uległy częściowemu zniszczeniu w trakcie działań wojennych 1945. Po wojnie do zbiorów włączono kolekcje przyrodnicze okolicznych muzeów, głównie z Gliwic, Chorzowa, Cieszyna i Pszczyny oraz osób prywatnych. Zbiory przyrodnicze wzbogacano okazami pozyskiwanymi w trakcie badań terenowych prowadzonych przez pracowników działu oraz zakupami i darowiznami kolekcji prywatnych.
W efekcie kilkudziesięcioletnich działań kolekcjonerskich Dział Przyrody stał się posiadaczem cennych zbiorów szczegółowo dokumentujących florę i faunę Górnego Śląska oraz interesujących przyrodniczo obszarów Polski i świata. Wymienić tu należy zielnik roślin naczyniowych liczący ponad 12 500 arkuszy i obejmujący 3100 gatunków, zebranych w XIX i XX wieku głównie na Górnym Śląsku oraz w Europie Środkowej, jak również różnorodne kolekcje botaniczne Eberharda Dreschera z Ligoty Wielkiej w gminie Otmuchów.
Znacznie bogatsza jest kolekcja owadów licząca około 350 000 okazów pochodząca zarówno ze zbiorów osób prywatnych, m.in.: E. Dreschera, Antoniego Drozdy, Frantza Kirscha, Maksymiliana E. Krzoski, Hansa Nowotnego, Pawła H. Raebla, Władysława Rychtera, Tadeusza Spaltensteina, Sergiusza Tolla, jak również pozyskanych przez pracowników. Składają się na nią głównie motyle i chrząszcze, ale na uwagę zasługuje liczny zbiór ważek, błonkówek, muchówek i sieciarek. Wśród nich znajdują się najstarsze zachowane zbiory entomologiczne z Górnego Śląska i Mazowsza.
Kolekcję ornitologiczną, obejmującą dermoplasty (ok. 700 szt.), balgi (1100 szt.), gniazda (240 szt.) i jaja (3850 szt.), tworzą eksponaty zakupione od kolekcjonerów oraz okazy sukcesywnie pozyskiwane przez pracowników. Do najcenniejszych należą zbiory ornitologiczne E. Dreschera z Ligoty Wielkiej i Otto Natorpa z Mysłowic.
Dział posiada również niewielkie kolekcje ssaków, pajęczaków i muszli mięczaków oraz zbiór 1000 szklanych klisz fotograficznych z okresu międzywojennego, dokumentujących florę i faunę regionu.
W ostatnich latach zbiory entomologiczne wzbogaciły się o duże kolekcje owadów i ptaków z Borneo i Madagaskaru.
Zorganizowane w latach 2000–2001 wyprawy naukowe do Turcji „Amanus 2000” i „Amanus 2001” zasiliły zbiory entomologiczne i częściowo zielnikowe w sumie o kolejne 20 tys. eksponatów.
Większość liczącej ponad 21 000 eksponatów kolekcji geologicznej jest obecnie zdeponowana na Wydziale Górnictwa i Geologii Politechniki Śląskiej w Gliwicach. W Dziale gromadzone są również informacje naukowe. Dział dysponuje kartoteką Banku Informacji Awifaunistycznych Muzeum Górnośląskiego (BIAMG) liczącą obecnie około 30 000 danych.
Pracownicy Działu prowadzą swoje badania w ramach dwóch sekcji: entomologii i ornitologii. Dział tworzy 5 osób: dwóch ornitologów, dwóch entomologów i preparator. Dział posiada wysokiej klasy pracownię preparacji zwierząt.
W dorobku pracowników jest wiele wystaw czasowych prezentowanych wielokrotnie poza murami Muzeum Górnośląskiego na terenie całego kraju (np. wystawa „Owady i Ludzie” i z serii „Z ekologią na ty” – „Co w budkach piszczy?”). Przygotowywana jest również nowoczesna ekspozycja stała o powierzchni 600 m² pod wspólnym tytułem „Środowiska przyrodnicze Górnego Śląska”.
Przy Dziale działają prężnie stowarzyszenia przyrodnicze skupiające w sumie około 350 osób. Są to: Śląskie Towarzystwo Entomologiczne, Katowickie Koło Sekcji Ornitologicznej Polskiego Towarzystwa Zoologicznego, Ornitologiczna Grupa Robocza Doliny Górnej Wisły „Czaplon” oraz Górnośląskie Koło Polskiego Towarzystwa Przyjaciół Przyrody „pro Natura”. Ich członkowie wspomagają pracowników Działu w gromadzeniu informacji naukowych, zbiorów i organizacji wystaw.

## Dział Sztuki
Dział tworzą kolekcje:

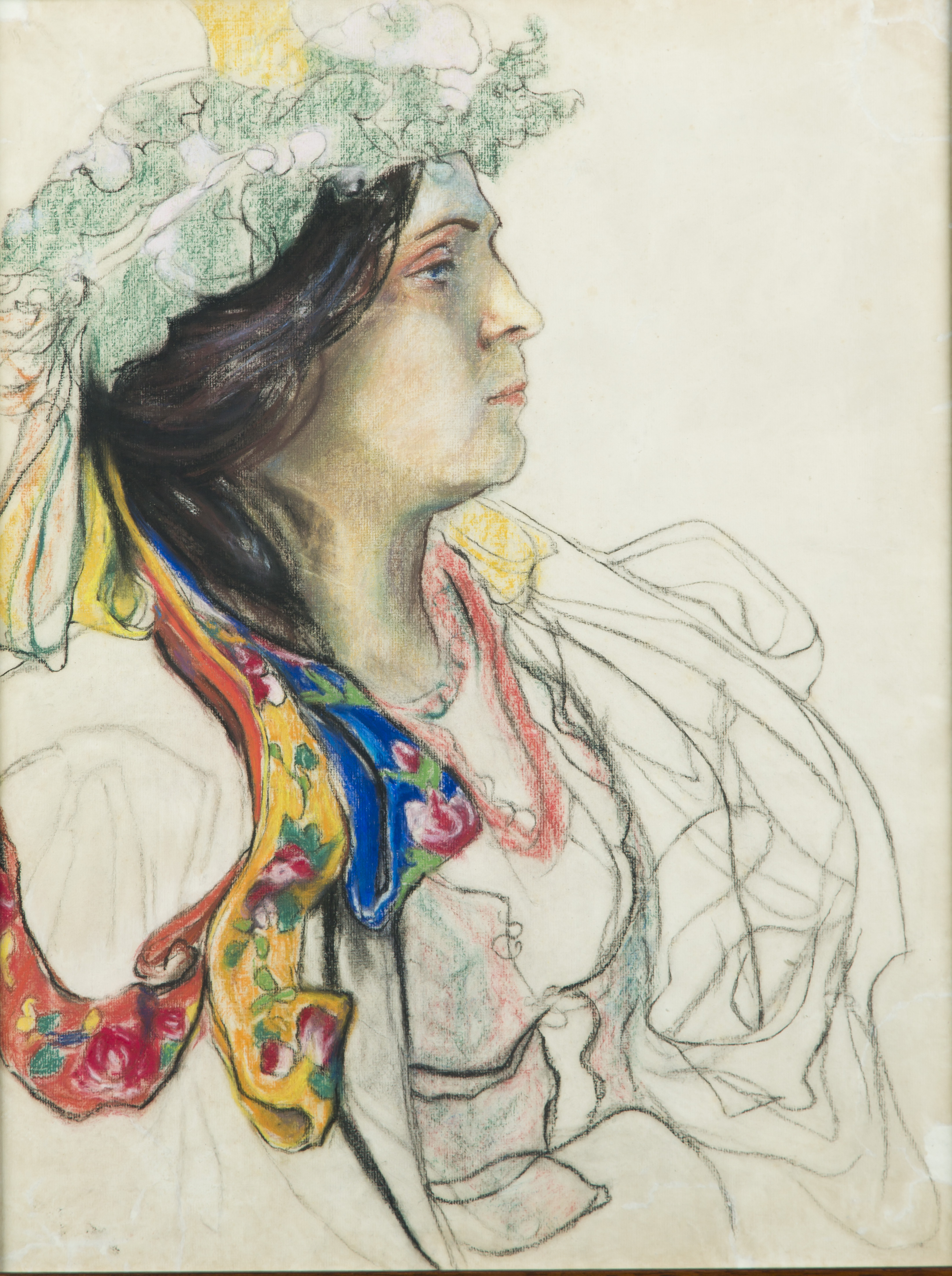
Stanisław Wyspiański, Portret Wandy Siemaszkowej

- malarstwa polskiego od końca XVIII w. do czasów najnowszych;
- malarstwa europejskiego XVI–XX w.;
- rysunku polskiego XIX–XX w. (m.in. Piotr Michałowski, Witold Wojtkiewicz, Jerzy Hulewicz, Eugeniusz Zak, Tadeusz Kulisiewicz, Henryk Wiciński i członkowie ugrupowania „Szczep Rogate Serce”);
- grafiki polskiej XVIII–XX w. (m.in. Jan Piotr Norblin, Aleksander Orłowski, Michał Płoński, Józef Pankiewicz, Leon Wyczółkowski, Konstanty Brandel, Władysław Skoczylas, Karol Hiller, Halina Chrostowska, Jerzy Panek, Józef Gielniak, Mieczysław Wejman, Jacek Gaj, Jan Lebenstein, Roman Opałka);
- grafiki europejskiej XVI–XX w.: szkoły włoskiej (m.in. Marcantonio Raimondi, Antonio da Trento, Agostino Carracci, Giovanni Battista Piranesi, Francesco Bartolozzi), szkoły niderlandzkiej (m.in. Hendrick Goltzius, Jan Saenredam), szkoły holenderskiej (m.in. Jacob van Ruisdael), szkoły francuskiej (m.in. Jacques Callot, Robert Nanteuil, Jan Edelinck, Charles François Daubigny), grafiki niemieckiej (m.in. Albrecht Dürer, Hans Leonard Shaüffelein, Max Klinger, Lovis Corinth), szkoły angielskiej (m.in. John Dixon, Valentine Green, William W. Ryland, Richard Earlom);
- nowoczesnej rzeźby polskiej (m.in. Jan Szczepkowski, Henryk Kuna, Xawery Dunikowski, Jacek Puget, Stanisław Szukalski);
- rzemiosła artystycznego – kolekcja ceramiki polskiej XVIII–XX w., wyroby manufaktur śląskich z XVIII–XIX w. (Prószków, Glinica, Racibórz, Tułowice, Bolesławiec); wyroby kowalskie i ślusarskie XIV–XIX w.; wyroby z cyny (druga poł. XVIII w. i XIX stulecia); artystyczne odlewy Huty Gliwickiej z XIX w.; szkło polskie XVII–XX w. oraz meble, zegary, tkaniny, wyroby ze srebra, zbiór sztuki cechowej, w tym głównie malarstwa i rzeźby XV i XVI w.

Galeria Malarstwa Polskiego dysponuje wysoce reprezentatywnymi zbiorami malarstwa polskiego dwóch ostatnich stuleci. Uwagę zwraca zespół portretów późnego klasycyzmu i związanego ze sztuką biedermeieru „realizmu mieszczańskiego” (Kazimierz Wojniakowski, Karol Schweikart, Józef Rejchan, Alojzy Rejchan), a także znaczące przykłady nurtu romantycznego i jego kontynuacji w malarstwie polskim XIX w. (Piotr Michałowski, Artur Grottger).
W wyróżniającej się bardzo dobrym poziomem artystycznym kolekcji malarstwa realistycznego drugiej połowy XIX w. dominują pejzaże, malarstwo rodzajowe, portrety, tematyka historyczno-rodzajowa (Józef Szermentowski, Józef Chełmoński, Stanisław Masłowski, Maurycy Gottlieb, Wojciech Gerson, Aleksander Gierymski, Jerzy Kossak, Józef Brandt, Henryk Siemiradzki). Wśród dzieł malarstwa polskiego przełomu XIX i XX w. znajdujemy najlepsze prace reprezentujące główne tendencje obecne w sztuce tej epoki – symbolistyczną (Jacek Malczewski, Jan Stanisławski, Stanisław Wyspiański, Władysław Ślewiński, Leon Wyczółkowski) i wczesnoekspresjonistyczną (Konrad Krzyżanowski, Ferdynand Ruszczyc, Gustaw Gwozdecki, Wojciech Weiss, Witold Wojtkiewicz).
W początkach XX wieku malarstwo polskie coraz żywiej zaczęło odwoływać się do nowatorskich prądów sztuki francuskiej; zaobserwować to możemy na przykładzie interesujących obrazów rodzimych artystów w zbiorach Muzeum (Józef Pankiewicz, Jan Rubczak).
Ciekawy i bogaty jest także zbiór malarstwa polskiego okresu dwudziestolecia międzywojennego, w tym prace formistów (Jan Hrynkowski, Leon Dołżycki, Tytus Czyżewski, Henryk Gotlib, Zbigniew Pronaszko), członków „Rytmu” (Wacław Borowski, Felicjan Szczęsny Kowarski, Rafał Malczewski), kapistów i członków innych ugrupowań kolorystycznych (Zygmunt Waliszewski, Piotr Potworowski, Hanna Rudzka-Cybisowa, Jerzy Fedkowicz, Karol Larisch), płótna obrazujące program tradycjonalizmu kręgu „Bractwa w. Łukasza” (Jeremi Kubicki), „Szkoły Warszawskiej”, obrazy malarzy polskich szeroko rozumianej „École de Paris” (Roman Kramsztyk, Eugeniusz Zak, Eugeniusz Eibisch, Tadeusz Makowski, Władysław Jahl, Maksymilian Fuerring, Zygmunt Menkes) i nowatorskie malarstwo „Grupy Krakowskiej” (w tym Łeopold Łewycki, Bolesław Stawiński, Sasza Blonder).
Muzeum Górnośląskie posiada jedną z najlepszych kolekcji polskiej sztuki współczesnej wśród placówek muzealnych w kraju. W kolekcji tej znalazły się prawie wszystkie kierunki i tendencje reprezentowane w powojennej plastyce polskiej (m.in. Jan Berdyszak, Tadeusz Brzozowski, Jan Cybis, Władysław Hasior, Maria Jarema, Tadeusz Kantor, Alfred Lenica, Adam Marczyński, Jadwiga Maziarska, Jerzy Nowosielski, Erna Rosenstein, Artur Nacht-Samborski, Henryk Stażewski, Jonasz Stern, Wacław Taranczewski, Jan Tarasin). Najwięcej prac zgromadzono z zakresu szeroko traktowanego nurtu ekspresjonistycznego oraz metaforycznego, nadrealizmu i poszukiwań figuratywnych. Zwraca uwagę zespół dzieł przedstawicieli tendencji abstrakcyjnych.
Obszerny zestaw stanowią kompozycje będące przejawem postimpresjonistycznego koloryzmu i jego transformacji.
W tej bardzo interesującej kolekcji współczesnej sztuki polskiej eksponowane miejsce zajęła rejestracja dorobku artystycznego lat osiemdziesiątych i dziewięćdziesiątych XX wieku (m.in. Marek Chlanda, Tomasz Ciecierski, Edward Dwurnik, Stefan Gierowski, Ryszard Grzyb, Koji Kamoji, Piotr Kurka, Jarosław Modzelewski, Mikołaj Smoczyński, Marek Sobczyk, Andrzej Szewczyk, Leon Tarasewicz, Tomasz Tatarczyk, Ewa Zawadzka).

## Biblioteka Muzeum Górnośląskiego

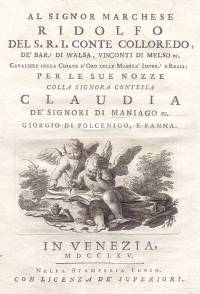
Strona tytułowa weneckiego starodruku (1765) ze zbiorów Biblioteki

W obecnym kształcie Biblioteka powstała w 1951 w oparciu o pozostawione na miejscu i rewindykowane w 1945 książki z Muzeum Śląskiego w Katowicach, z Oberschlesisches Landesmuseum oraz otrzymanych ze Zbiornicy Księgozbiorów Zabezpieczonych. Biblioteka muzealna gromadzi książki i czasopisma głównie z zakresu archeologii, etnografii, historii, przyrody, historii sztuki i muzealnictwa. Księgozbiór udostępniany jest w czytelni, a także w ramach wypożyczeń międzybibliotecznych. Książki pochodzą z zakupów oraz wymiany i darów. Dostępny jest katalog alfabetyczny i rzeczowy książek, czasopism, map oraz katalogów wystaw.
Literatura naukowa z dziedzin reprezentowanych w Muzeum liczy około 50 tys. woluminów; szczególnie bogate są zbiory książek i czasopism przyrodniczych (głównie z zakresu entomologii i ornitologii), archeologicznych oraz dotyczących Śląska (silesiaca). Interesujący fragment kolekcji stanowią wydawnictwa poświęcone Bytomiowi i ziemi bytomskiej, m.in. Chronik der Stadt Beuthen in Ober-Schlesien autorstwa Franza Gramera (Beuthen O/S. 1863) i komplet czasopisma „Mitteilungen des Beuthener Geschichts und Museumsvereins” (1911–2002).
Kolekcja bibliofilska zawiera 100 starodruków. Najstarszym drukiem jest dzieło Zenobiusza Acciaciolusa Theodoriti Cyrensis episcopi de Curatione Grecarum affectionum libri duodecim... wydane w 1519 w Paryżu. Interesujące są dwa Śląskie starodruki przyrodnicze autorstwa Caspara Schwenckfelda: Stirpium et fossilium Silesiae Catalogus... (Lipsiae 1600) i Theoriotropheum Silesiae... (Lignicii 1604), ponadto dzieło ks. Jacka Liberiusza Gospodarz Nieba y Ziemie Jezus Chrystus (Kraków 1669) oraz przewodnik po siedemnastowiecznej Europie Memorabilia Europae, order Denckwürdige Sachen... (Ulm 1684).
Biblioteka prowadzi wymianę wydawnictw muzealnych z instytucjami na całym wiecie, posiada partnerów w Europie (Niemcy, Francja, Włochy, Wielka Brytania, Rosja, Czechy, Hiszpania, kraje skandynawskie), Australii, Azji (Chiny), Ameryce Południowej (Brazylia, Chile) oraz Stanach Zjednoczonych i in. Biblioteka Muzeum Górnośląskiego w Bytomiu ma charakter prezencyjny – książki są udostępniane w czytelni. Ponadto udziela się informacji bibliotecznych i bibliograficznych oraz wykonuje kopie zamówionych materiałów. W czytelni dostępny jest księgozbiór podręczny obejmujący encyklopedie, leksykony, słowniki języków obcych i różne informatory.

## Wystawy stałe

### Przyroda Górnego Śląska
Na powierzchni ponad 150 m², w 6 dioramach odwzorowano wybrane typy środowisk leśnych. Zadbano by wycinki przyrody umieszczone za szybą do złudzenia imitowały autentyczne środowiska leśne. Przy tworzeniu wystawy starano się wiernie przyporządkować nie tylko poszczególne gatunki do odpowiednich środowisk, ale również dopasować je do pory dnia i pory roku. Znajduje się w niej las liściasty – grąd, gdzie pośród gałęzi rosłego dębu zaobserwować można codzienne życie drobnych ptaków. Codzienne ponieważ znajdują się tam takie, które śpiewają, jak i te poszukujące pożywienia oraz siedzące przy leśnej kałuży i gaszą pragnienie. W wystawie znajdują się również gatunki różnych owadów korzystających z dobrodziejstw tego środowiska: walczące ze sobą jelonki rogacze, szerszenie zgryzające drewno do budowy gniazda i wiele innych.
Pragnąc chociaż w zarysie przedstawić procesy zachodzące w przyrodzie w dioramach przyściennych, umieszczono fazy rozkładu drewna. Można zaobserwować w nich pień dębowy od momentu ścięcia aż do jego całkowitego rozkładu. Powyższe elementy roślinne są także tłem dla kilku gatunków zwierząt. Są nimi gronostaje, jarząbki podczas kąpieli i trznadle przy gnieździe. W kolejnej dioramie na przykładzie wybranych gatunków zwierząt przedstawiono elementy piramidy pokarmowej, począwszy od zajęcy ogryzających maliny, przez atakującego kurę cietrzewia jastrzębia po szarpiące padlinę kruki. Warto zaznaczyć, że eksponaty oglądać można nie tylko z przodu i z boku, ale również z góry.
Na wystawie znajduje się również diorama zimowa z dzikami. Wystawę tuż przy wejściu zdobi przekrój pnia 85-letniego dębu szypułkowego, wyjątkowo grubego jak na swój wiek. w ramach znajdują się fragmenty futer dużych ssaków leśnych. Podobnie, jak eksponowane na wystawie pnie drzew. Tę formę ekspozycji wybrano z myślą m.in. o osobach z upośledzeniem wzroku. Można się własnoręcznie przekonać, czym różni się futro zimowe jelenia od futra letniego i czyje jest bardziej puszyste – jenota czy lisa. Zwiedzanie mają umilać dobiegające z głośników trele ptaków leśnych, choć nie tylko, bo po chwili możemy znaleźć się w centrum burzy z głośnym łoskotem piorunów. Tak więc ta wyjątkowa ekspozycja oddziałuje zarówno na wzrok, słuch, jak i dotyk widza.
- opracowanie źródłowe: Roland Dobosz, Piotr Cempulik

### Z życia ludu śląskiego XIX–XX wiek

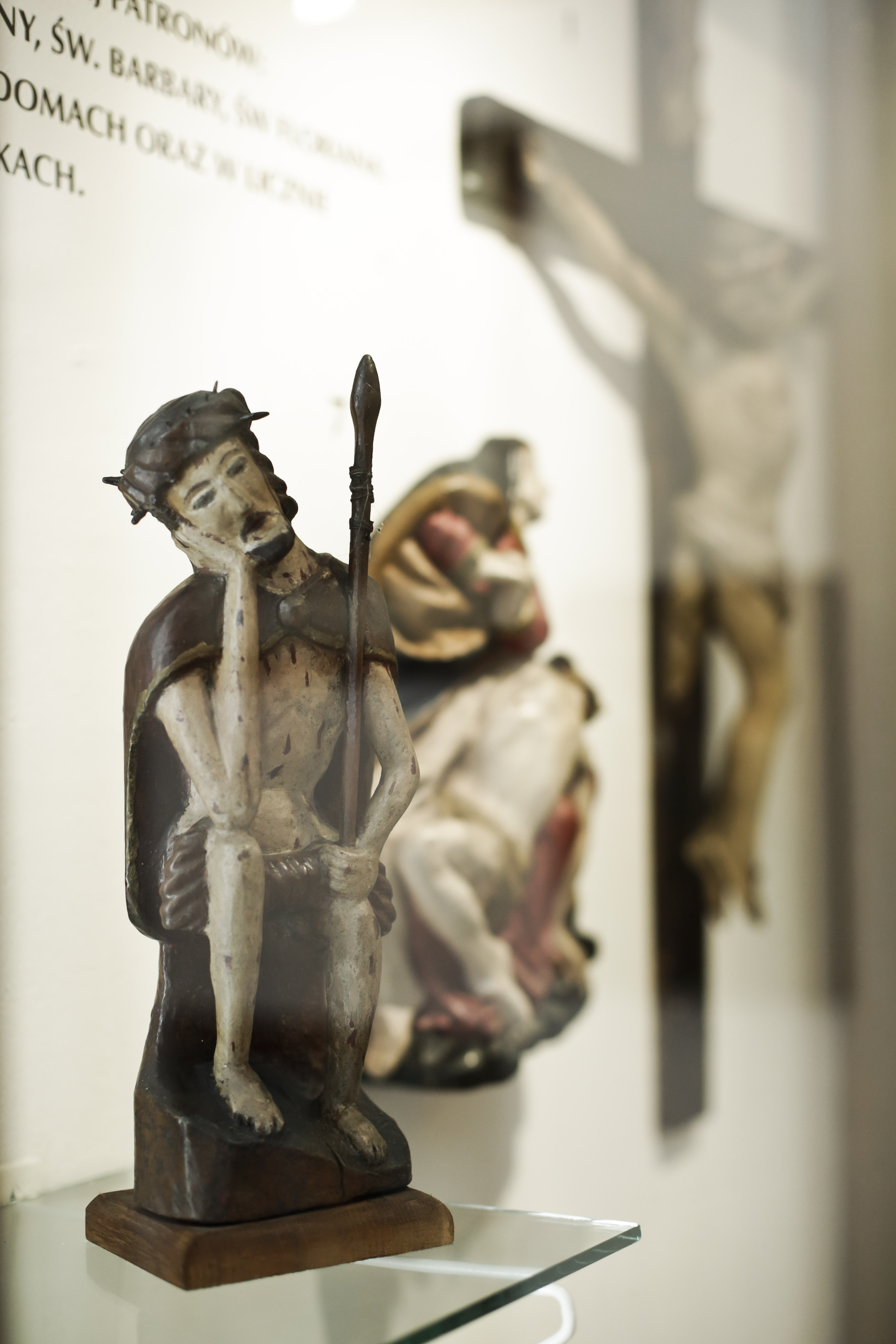
Fragment wystawy Z życia ludu śląskiego XIX–XX wiek

Wystawa jest trzecią stałą ekspozycją etnograficzną ze zrealizowanych w Muzeum Górnośląskim w Bytomiu w latach 1949–1989 pierwsza z nich, zatytułowana „Kultura ludowa na Śląsku” czynna od 1947, parokrotnie uzupełniona i modernizowana, prezentowana była pod zmienionym tytułem do lat 50. Druga, otwarta w 1960, to „Kultura ludu śląskiego w XVIII i XIX w.” – była „pierwszą próbą widzenia zjawisk kulturowych wsi śląskiej poprzez pryzmat zbiorów muzealnych”. Składało się na nią 750 eksponatów i kilkadziesiąt fotografii. Poddawana kilkakrotnie renowacji, eksponowana była do około 1975.
Aktualna wystawa prezentuje najistotniejsze dziedziny życia społeczności zamieszkałych na wsiach oraz osiedlach przemysłowych różnych subregionów Górnego Śląska poprzez takie wydarzenia rodzinne jak wesele, narodziny i początki dorastania dzieci, a także przeplatające się wzajemnie zgodnie z porami roku zwyczaje doroczne oraz znaczące w kulturze ludu górnośląskiego zajęcia gospodarcze i zawodowe. Dla Górnego Śląska na przełomie XIX i XX w. granicę od północy stanowił dawny powiat kluczborski, na wschodzie Małopolska, na zachodzie obejmował on część Opolszczyzny, po miasto Nysę, a na południu Ziemie Cieszyńską i Bielską.
Teren ten podzielny jest na dwie główne prowincje, ukształtowane w wyniku wielowiekowego procesu oddziaływań kulturowych: południową, zamieszkałą przez ludność tradycyjnie zajmującą się rolnictwem i hodowlą zwierza oraz północną, uprzemysłowioną. A jeszcze na przełomie XIX i XX w. było to teren wiejski, posiadający niewielki procent ludności miejskiej. W 1871 ludność miejska stanowiła tu zaledwie 18,2% ogółu mieszkańców. Dopiero dynamiczny rozwój przemysłu przekształcił strukturę zawodową i spowodował procesy urbanizacyjne, które zmieniły północną część Górnego Śląska z wiejskiego w miejski. Znaczna część ludności wiejskiej, szczególnie ta biedniejsza, przeszła do pracy w przemyśle. Obie jednak grupy, to znaczy zarówno rolników, jak i robotników, łączyło poczucie wspólnoty językowej, narodowościowej oraz wspólny zrąb etniczny i kulturowy, a także więzi powinowactwa. Mieszkający w osadach przemysłowych lub miastach robotnicy pielęgnowali i przekazywali z pokolenia na pokolenie tradycje wyniesione ongi ze wsi, szczególnie w zakresie kultury społecznej i duchowej, a zwłaszcza całego zespołu zwyczajów rodzinnych i dorocznych, wierzeń, a nawet sposobu mylenia właściwego społeczności wiejskiej, z której pochodzili. Związki te widoczne były także w niektórych dziedzinach kultury materialnej, co znajdowało wyraz w podobnym wyposażeniu wnętrz mieszkalnych, zarówno u chłopów, jak i robotników.
Charakterystyczne tu było podejmowanie pracy w przemyśle przez właścicieli mniejszych gospodarstw rolnych mieszkających na wsi oraz uprawianie małych działek ziemi i hodowla trzody chlewnej, kóz i drobiu przez robotników, osiadłych w miastach i osadach przemysłowych. Aby ukazać tę specyfikę regionu oraz różnice między kulturą ludową prowincji południowej i północnej, niektóre najbardziej charakterystyczne dziedziny kultury ludowej jak: stroje weselne i wyposażenie młodych, podstawowe zajęcia, np. pasterstwo w Beskidzie Śląskim i praca w górnictwie w północnej części Górnego Śląska zdobnictwo strojów czy niektóre zwyczaje ludowe pokazano na przykładzie najbardziej typowych subregionów. Na wystawie pominięto tak ważną dziedzinę kultury ludowej jak budownictwo, wychodząc z założenia, że Górnośląski Park Etnograficzny w Chorzowie ukazuje je w sposób kompleksowy i doskonalszy, niż można by to było zrobić na ekspozycji muzealnej. Na wystawę, zaaranżowaną w specjalnie zabudowanych gablotach i podiach składa się 2045 eksponatów, 152 powiększenia fotografii archiwalnych, pochodzących głównie z lat. 20. i 30. XX wieku oraz wiele tekstów informacyjnych.
Poszczególne stoiska, na wystawie, noszą nazwy: Wesele na Górnym Śląsku, Wesele na Pogórzu Cieszyńskim, Dziecko, Zwyczaje wiosenne, Pierwsze prace wiosenne, Targi, jarmarki, odpusty, Polowe i domowe prace jesienne, Zaduszki, Stroje jesienno-zimowe, Andrzejki, Czas wolny od pracy, Górnictwo, Instrumenty muzyczne górniczych orkiestr dętych, Święta Barbara, Ludowa rzeźba w drewnie – postacie patronów, Mikołaje, Tkactwo i drukowanie tkanin, Hafty i koronki, Wigilia w Beskidzie Śląskim, Kolędnicy, Ostatni dzień roku, Ostatki.
- opracowanie źródłowe: Maria Kuczyńska

### Galeria Malarstwa Polskiego

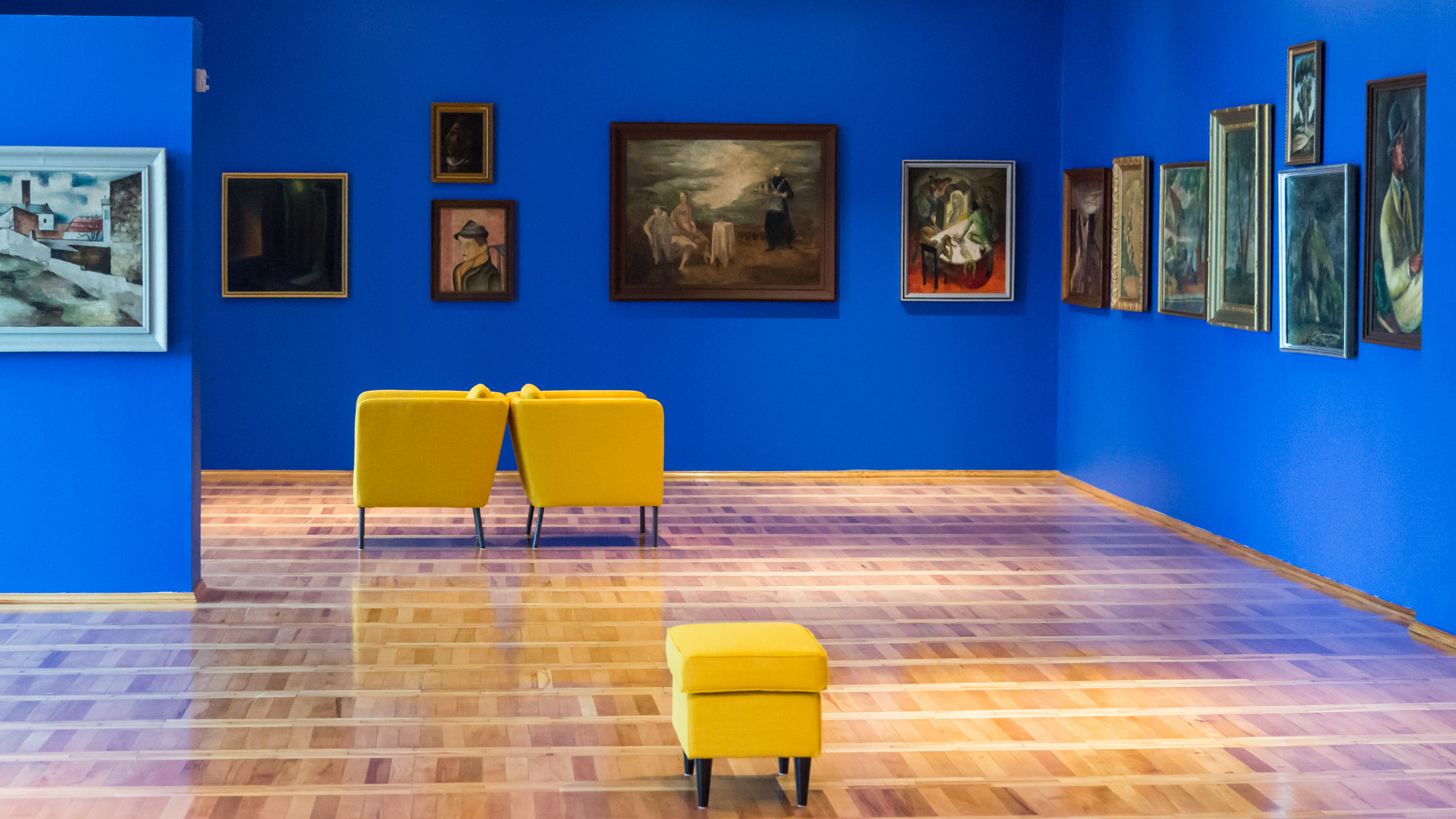
Fragment Galerii Malarstwa Polskiego

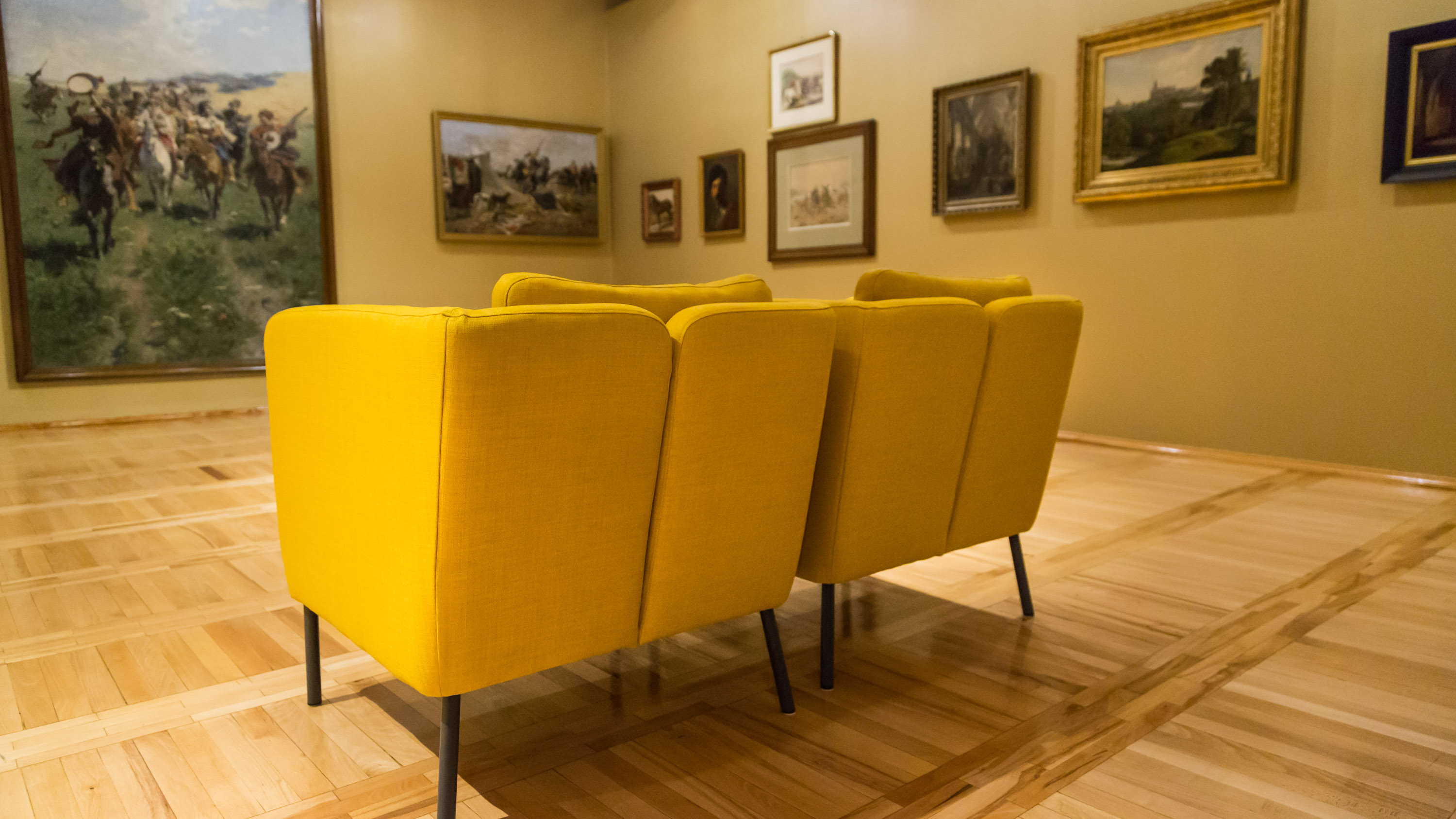
Fragment Galerii Malarstwa Polskiego

Galeria obejmuje zespół obrazów od początku XIX wieku do końca lat czterdziestych XX wieku, pokazując najcenniejsze i najciekawsze obrazy znajdujące się w bytomskiej kolekcji. Tworzona od 1945 dysponuje wysoce reprezentatywnymi zbiorami malarstwa polskiego ostatnich dwóch stuleci.
Wśród prezentowanych w Galerii obrazów uwagę zwraca zespół portretów późnego klasycyzmu i związanego ze sztuką biedermeieru „realizmu mieszczańskiego” (Kazimierz Wojniakowski, K. Szchweikart, Alojzy Rejchan), przykłady nurtu romantycznego i jego kontynuacji w malarstwie polskim XIX w. (Piotr Michałowski, Artur Grottger).
W wyróżniającej się bardzo dobrym poziomem artystycznym kolekcji malarstwa realistycznego 2. połowy XIX w. dominują pejzaże, malarstwo rodzajowe, portrety, tematyka historyczno-rodzajowa (Józef Szermentowski, Józef Chełmoński, Maurycy Gottlieb, Wojciech Gerson, J. Brandt, A. Gierymski, H. Siemiradzki). Wśród dzieł malarstwa przełomu XIX w. i XX w. znajdujemy najlepsze prace reprezentujące główne tendencje obecne w sztuce tej epoki – symbolistyczną (J. Malczewski, St. Wyspiański, W. Ślewiński, L. Wyczółkowski) i wczesnoekspresjonistyczną (K. Krzyżanowski, F. Ruszczyc, G. Gwozdecki, W. Weiss, W. Wojtkiewicz).
W początkach XX w. malarstwo polskie coraz żywiej zaczęło się odwoływać do nowatorskich prądów sztuki francuskiej (J.Pankiewicz, R. Kramsztyk, J. Rubczak).
Zbiór malarstwa okresu dwudziestolecia międzywojennego, w tym prace formistów (J. Hrynkowski, L. Dołżycki, T. Czyżewski, Z. Pronaszko), członków „Rytmu” (W. Borowski, R. Malczewski, F. Sz. Kowarski), płótna obrazujące program tradycjonalizmu Kręgu „Bractwa w. Łukasza” (J. Kubicki), szkoły warszawskiej, obrazy malarzy polskich szeroko rozumianej „École de Paris” (E. Zak, T. Makowski, W. Jahl, M. Feuerring, Z. Menkes), kapistów i członków innych ugrupowań kolorystycznych (H. Rudzka-Cybisowa, P. Potworowski, Z. Waliszewski, J. Fedkowicz, E. Eibisch, K. Larisch) oraz nowatorskie malarstwo „Grupy Krakowskiej” (M. Jarema, L. Lewicki, B. Stawiński).
Lata powojenne – do okresu obowiązywania socrealizmu w sztuce polskiej – reprezentują na wystawie m.in. prace T. Kantora, E. Rosenstein, J. Skarżyńskiego.